# Liga MX
La Liga MX, nota come Liga BBVA MX per motivi di sponsorizzazione, è la massima serie del campionato messicano di calcio. Conosciuta in passato anche come Primera División de México, vede 18 squadre partecipanti ed è divisa in due tornei, Apertura e Clausura, di solito disputate rispettivamente da luglio a dicembre e da gennaio a maggio. A partire dal 2020 il sistema di promozioni e retrocessioni con la Liga de Ascenso de México è stato sospeso e non è previsto venga riattivato prima del 2026.
Il campionato messicano occupa il 21º posto del ranking mondiale dei campionati stilato annualmente dall'IFFHS e il 1º posto a livello continentale, pertanto è considerato la lega calcistica più competitiva dell'America settentrionale e centrale.
La squadra più titolata della competizione è l'América, vincitrice di 16 titoli.

## Formula
Il campionato è composto da 18 squadre ed è suddiviso in due tornei distinti: il primo inizia ad agosto ed è chiamato Torneo de Apertura, il secondo comincia a gennaio ed è chiamato Torneo de Clausura. Entrambi i tornei laureano una squadra campione.
Ciascuno dei due tornei stagionali si compone di una prima fase strutturata con un girone all'italiana con gare di sola andata; al termine le prime dieci classificate si qualificano alla fase ad eliminazione diretta, che prevede un primo turno preliminare, detto Reclasificacion, per decretare il campione del periodo.

## Storia

### Epoca dilettantistica
Prima della Liga Mayor non vi era un campionato nazionale messicano e le competizioni calcistiche che si disputavano riguardavano aree geografiche limitate. La squadra vincitrice della Primera Fuerza, un torneo locale cui partecipavano squadre della zona di Città del Messico, era considerata il campione nazionale nonostante vi fossero anche altre leghe regionali, quali la Liga Amateur de Veracruz, la Liga Occidental De Jalisco e la Liga del Bajío. La maggior parte dei club erano favorevoli a mantenere un carattere dilettantistico per il campionato, malgrado pagassero sottobanco i calciatori. 
Malgrado corrispondessero salari ai propri calciatori, molti club erano riluttanti all'idea di costituire un campionato professionistico, ma l'aumento di popolarità del calcio portò alla nascita di un campionato professionistico nel 1943.

### Epoca professionistica
L'annuncio da parte della Federación Mexicana de Fútbol Asociación (FMF) della formazione della prima lega professionistica vide diversi club interessarsi. La federazione poté così annunciare che la Liga Mayor sarebbe stata formata da 10 club, sei provenienti dalla Primera Fuerza, due dalla Liga Occidental e due dalla Liga de Veracruz.

#### Membri fondatori
- Primera Fuerza: América, Asturias, Atlante, Necaxa e Sin-Son.

L' nel 1927.

- Liga Occidental De Jalisco: Atlas e Guadalajara.
- Liga Amateur de Veracruz: ADO, Veracruz e Moctezuma.

#### Rifondazione
Tra la fine degli anni '50 e nei primi '60 molti club minori dovettero fronteggiare difficoltà attribuite alla mancanza di competizione internazionale e al formato del campionato, i cui premi erano piuttosto scarni. Di conseguenza le compagini messicane piazzatesi ai primi posti del proprio campionato nazionale non potevano permettersi di partecipare a prestigiose manifestazioni internazionali quali la Coppa Libertadores.

#### Il boom del campionato messicano
Il campionato del mondo 1970, tenutosi in Messico, fu il primo mondiale trasmesso in televisione su vasta scala. Nella stagione 1970-71, all'indomani del mondiale, la FMF cambiò la formula del campionato, istituendo una fase di play-off per determinare la squadra campione. Questa mossa era volta a rigenerare interesse per il campionato e dare una possibilità di vittoria a tutte le squadre giunte ai primi posti, al fine di rendere il torneo più coinvolgente. 
La fase dei play-off, nota come Liguilla, fu disputata secondo varie formule diverse per determinare la squadra campione. La più comune fu la modalità di eliminazione diretta tra le prime otto classificate. Altre volte il campionato fu diviso in due gruppi, con le prime due in ogni gruppo (e spesso la migliore delle due terze) che si qualificavano per i play-off. La formula variava da stagione a stagione, in modo da adattarsi agli impegni internazionali dei club e al programma della nazionale messicana. 
Il cambiamento del regolamento ebbe come effetto la variabilità delle squadre egemoni, dato che squadre di talento che non avevano avuto una regolarità di rendimento tale da affermarsi nella stagione regolare potevano avere successo nei play-off (esempi emblematici furono in tal senso il Cruz Azul negli anni '70, l'América negli anni '80 e il Toluca negli anni 2000).

### Liga MX
Prima dell'inizio della stagione 2012-13 fu istituita la Liga MX (insieme con la Ascenso MX), per sostituire la FMF come organo di governo del campionato. La lega annunciò anche un rebranding, con l'introduzione di un nuovo logo.
Il 20 agosto 2018 fu annunciato che la Liga MX avrebbe introdotto in via sperimentale l'utilizzo della tecnologia video assistant referee. Il primo test ebbe luogo nei match under-20 giocati negli stadi del campionato maggiore. In seguito le prime prove furono effettuate durante le partite di Liga MX delle giornate 13 e 14 del torneo di Apertura 2018-19. Per implementare a tempo pieno la tecnologia, la lega ha comunque bisogno dell'approvazione della FIFA.
Il 25 aprile 2020 la FMF ha deliberato la sospensione delle promozioni e delle retrocessioni fra massimo campionato e seconda divisione per le successive sei stagioni, dopo il raggiungimento di un'intesa tra i club per salvaguardare l'esistenza del calcio locale, minata dalla crisi causata dal coronavirus. Durante la sospensione la Ascenso MX è stata sostituita dalla Liga de Expansión MX, nonostante questa non prevedesse un sistema di promozioni e retrocessioni con la Liga MX.
Il 22 maggio 2020 il torneo di Clausura 2020 fu cancellato senza assegnare il titolo di campione a causa della pandemia di coronavirus. Il Cruz Azul ed il León, rispettivamente in prima e seconda posizione al momento dell'arresto del campionato, si qualificarono alla CONCACAF Champions League 2021.

## Squadre
Stagione 2024-2025.
| Squadra           | Città                    | Stadio                 | Capienza | Nota          |
| ----------------- | ------------------------ | ---------------------- | -------- | ------------- |
| América           | Città del Messico        | Azul                   | 33 000   | [ 9 ]         |
| Atlas             | Guadalajara              | Jalisco                | 56 713   | [ 10 ]        |
| Atlético San Luis | San Luis Potosí          | Alfonso Lastras        | 25 111   |               |
| Club Tijuana      | Tijuana                  | Caliente               | 27 333   | [ 11 ]        |
| Cruz Azul         | Città del Messico        | Azteca                 | 87 000   | [ 12 ]        |
| Guadalajara       | Zapopan                  | Akron                  | 45 364   | [ 13 ]        |
| Juárez            | Ciudad Juárez            | Olimpico Benito Juárez | 19 703   | [ 14 ]        |
| León              | León                     | Nou Camp               | 31 297   | [ 15 ]        |
| Mazatlán          | Mazatlán                 | Mazatlán               | 25 000   | [ 16 ]        |
| Monterrey         | Guadalupe                | BBVA Bancomer          | 53 500   | [ 17 ]        |
| Necaxa            | Aguascalientes           | Victoria               | 25 500   | [ 18 ]        |
| Pachuca           | Pachuca                  | Hidalgo                | 30 000   | [ 19 ]        |
| Puebla            | Puebla de Zaragoza       | Cuauhtémoc             | 51 726   | [ 20 ]        |
| Pumas UNAM        | Città del Messico        | Olimpico Universitario | 52 000   | [ 21 ] [ 22 ] |
| Querétaro         | Santiago de Querétaro    | Corregidora            | 33 162   | [ 23 ]        |
| Santos Laguna     | Torreón                  | Corona                 | 30 000   | [ 24 ]        |
| Tigres UANL       | San Nicolás de los Garza | Universitario          | 42 000   | [ 25 ]        |
| Toluca            | Toluca                   | Nemesio Díez           | 31 000   | [ 26 ]        |

## Albo d'oro

### Epoca dilettantistica
- 1902-03  Albinegros de Orizaba
- 1903-04  México Cricket Club
- 1904-05  Pachuca
- 1905-06  Reforma
- 1906-07  Reforma
- 1907-08  British Club
- 1908-09  Reforma
- 1909-10  Reforma
- 1910-11  Reforma
- 1911-12  Reforma
- 1912-13  México FC
- 1913-14  Real Club España
- 1914-15  Real Club España
- 1915-16  Real Club España
- 1916-17  Real Club España
- 1917-18  Pachuca
- 1918-19  Real Club España
- 1919-20  Real Club España (Liga Nacional) 
  -  Pachuca (Liga Mexicana)
- 1920-21  Real Club España (Liga Nacional)
  -  Germania (Liga Mexicana)
- 1921-22  Real Club España
- 1922-23  Asturias
- 1923-24  Real Club España
- 1924-25  América
- 1925-26  América
- 1926-27  América
- 1927-28  América
- 1928-29  Marte
- 1929-30  Real Club España
- 1930-31 Non disputato
- 1931-32  Atlante
- 1932-33  Necaxa
- 1933-34  Real Club España
- 1934-35  Necaxa
- 1935-36  Real Club España
- 1936-37  Necaxa
- 1937-38  Necaxa
- 1938-39  Asturias
- 1939-40  Real Club España
- 1940-41  Atlante
- 1941-42  Real Club España
- 1942-43  Marte

### Epoca professionistica

#### Girone all'italiana (1943- 1970)
- 1943-44  Asturias
- 1944-45  Real Club España
- 1945-46  Veracruz
- 1946-47  Atlante
- 1947-48  León
- 1948-49  León
- 1949-50  Veracruz
- 1950-51  Atlas
- 1951-52  León
- 1952-53  Tampico Madero
- 1953-54  Marte
- 1954-55  CD Zacatepec
- 1955-56  León
- 1956-57  Guadalajara
- 1957-58  CD Zacatepec
- 1958-59  Guadalajara
- 1959-60  Guadalajara
- 1960-61  Guadalajara
- 1961-62  Guadalajara
- 1962-63  Oro
- 1963-64  Guadalajara
- 1964-65  Guadalajara
- 1965-66  América
- 1966-67  Toluca
- 1967-68  Toluca
- 1968-69  Cruz Azul
- 1969-70  Guadalajara
- México '1970  Cruz Azul

#### Liguilla (1970 - 1996)
- 1970-71  América
- 1971-72  Cruz Azul
- 1972-73  Cruz Azul
- 1973-74  Cruz Azul
- 1974-75  Toluca
- 1975-76  América
- 1976-77  Pumas UNAM
- 1977-78  Tigres UANL
- 1978-79  Cruz Azul
- 1979-80  Cruz Azul
- 1980-81  Pumas UNAM
- 1981-82  Tigres UANL
- 1982-83  Puebla
- 1983-84  América
- 1984-85  América
- PRODE 1985[27]  América
- Mexico 1986[27]  Monterrey
- 1986-87  Guadalajara
- 1987-88  América
- 1988-89  América
- 1989-90  Puebla
- 1990-91  Pumas UNAM
- 1991-92  León
- 1992-93  Atlante
- 1993-94  Tecos de la UAG
- 1994-95  Necaxa
- 1995-96  Necaxa

#### Tornei brevi (dal 1996)
- Invierno 1996  Santos Laguna
- Verano 1997  Guadalajara
- Invierno 1997  Cruz Azul
- Verano 1998  Toluca
- Invierno 1998  Necaxa
- Verano 1999  Toluca
- Invierno 1999  Pachuca
- Verano 2000  Toluca
- Invierno 2000  Monarcas Morelia
- Verano 2001  Santos Laguna
- Invierno 2001  Pachuca
- Verano 2002  América
- Apertura 2002  Toluca
- Clausura 2003  Monterrey
- Apertura 2003  Pachuca
- Clausura 2004  Pumas UNAM
- Apertura 2004  Pumas UNAM
- Clausura 2005  América
- Apertura 2005  Toluca
- Clausura 2006  Pachuca
- Apertura 2006  Guadalajara
- Clausura 2007  Pachuca
- Apertura 2007  Atlante
- Clausura 2008  Santos Laguna
- Apertura 2008  Toluca
- Clausura 2009  Pumas UNAM
- Apertura 2009  Monterrey
- Clausura 2010[28]  Toluca
- Apertura 2010  Monterrey
- Clausura 2011  Pumas UNAM
- Apertura 2011  Tigres UANL
- Clausura 2012  Santos Laguna
- Apertura 2012  Club Tijuana
- Clausura 2013  América
- Apertura 2013  León
- Clausura 2014  León
- Apertura 2014  América
- Clausura 2015  Santos Laguna
- Apertura 2015  Tigres UANL
- Clausura 2016  Pachuca
- Apertura 2016  Tigres UANL
- Clausura 2017  Guadalajara
- Apertura 2017  Tigres UANL
- Clausura 2018  Santos Laguna
- Apertura 2018  América
- Clausura 2019  Tigres UANL
- Apertura 2019  Monterrey
- Clausura 2020[29] --
- Guardianes 2020  León
- Guardianes 2021  Cruz Azul
- Apertura 2021  Atlas
- Clausura 2022  Atlas
- Apertura 2022  Pachuca
- Clausura 2023  Tigres UANL
- Apertura 2023  América
- Clausura 2024  América
- Apertura 2024  América
- Clausura 2025  Toluca

### Vittorie totali
| Squadra          | Vittorie | Secondi posti |
| ---------------- | -------- | ------------- |
| América          | 16       | 11            |
| Guadalajara      | 12       | 9             |
| Toluca           | 11       | 8             |
| Cruz Azul        | 9        | 12            |
| León             | 8        | 7             |
| Tigres UANL      | 8        | 6             |
| Pumas UNAM       | 7        | 8             |
| Santos Laguna    | 6        | 6             |
| Pachuca          | 7        | 4             |
| Monterrey        | 5        | 7             |
| Atlante          | 3        | 4             |
| Necaxa           | 3        | 3             |
| Atlas            | 3        | 3             |
| Puebla           | 2        | 2             |
| Zacatepec        | 2        | 1             |
| Veracruz         | 2        | 0             |
| Oro              | 1        | 5             |
| Atlético Morelia | 1        | 3             |
| Tampico Madero   | 1        | 2             |
| Real Club España | 1        | 1             |
| Tecos            | 1        | 1             |
| Asturias         | 1        | 0             |
| Club Tijuana     | 1        | 0             |
| Marte            | 1        | 0             |

## Statistiche e record

### Presenze
In grassetto i calciatori ancora in attività
| Pos. | Giocatore            | Attività  | Presenze |
| ---- | -------------------- | --------- | -------- |
| 1    | Oscar Pérez Rojas    | 1993-2022 | 741      |
| 2    | Oswaldo Sánchez      | 1993-2014 | 725      |
| 3    | Benjamín Galindo     | 1979-2001 | 700      |
| 4    | Juan Pablo Rodríguez | 1997-2018 | 685      |
| 5    | Jesús Corona         | 2002-     | 670      |
| 6    | Rodrigo Ruiz         | 1991-2013 | 638      |
| 7    | Adolfo Ríos          | 1985-2004 | 635      |
| 8    | Miguel España        | 1983-2003 | 631      |
| 9    | Luis Alfonso Sosa    | 1985-2004 | 610      |
| 10   | Cristóbal Ortega     | 1974-1992 | 609      |

### Reti
In grassetto i calciatori ancora in attività
| Pos. | Giocatore           | Attività  | Reti |
| ---- | ------------------- | --------- | ---- |
| 1    | Cabinho             | 1974-1987 | 312  |
| 2    | Carlos Hermosillo   | 1984-2001 | 294  |
| 3    | Jared Borgetti      | 1994-2010 | 252  |
| 4    | José Cardozo        | 1994-2004 | 249  |
| 5    | Horacio Casarín     | 1936-1957 | 238  |
| 6    | Osvaldo Castro      | 1971-1984 | 214  |
| 7    | Luis Roberto Alves  | 1986-2003 | 209  |
| 8    | Adalberto López     | 1942-1955 | 201  |
| 9    | Carlos Eloir Peruci | 1972-1984 | 199  |
| 10   | Sergio Lira         | 1978-1996 | 191  |